# Катар Тотал Оупън
Катар Тотал Оупън или Катар Лейдис Оупън е турнир по тенис, провеждан ежегодно в Доха, Катар, част от веригата турнири на Женската тенис асоциация. Спортното събитие се организира всяка пролет в арабската страна на открити и твърди кортове.
Първият турнирсе провежда през 2001 г. под името Катар Тотал ФинаЕлф Оупън с общ награден фонд $170 000, което му отрежда и III по престиж категория. От 2004 състезанието се премества в групата турнири от II категория след като наградния фонд се вдига до $600 000, а през 2007 – до $1 340 000. През 2008 общия награден фонд е $2 500 000. Впоследствие не се провежда две години, а от 2011 г. се завръща в календара, като е от Категория „Висши“ на WTA и наградния фонд е $721 000. От 2020 г. турнирът е част от WTA 1000, като е доста голям, макар че не е задължителен.

## Финалите в историята на турнира

### Сингъл
| Година | Шампион           | Финалист           | Резултат            |
| ------ | ----------------- | ------------------ | ------------------- |
| 2011   | Вера Звонарьова   | Каролине Возняцки  | 6 – 4, 6 – 4        |
| 2008   | Мария Шарапова    | Вера Звонарьова    | 6 – 1, 2 – 6, 6 – 0 |
| 2007   | Жюстин Енен       | Светлана Кузнецова | 6 – 4, 6 – 2        |
| 2006   | Надя Петрова      | Амели Моресмо      | 6 – 3, 7 – 5        |
| 2005   | Мария Шарапова    | Алиша Молик        | 4 – 6, 6 – 1, 6 – 4 |
| 2004   | Анастасия Мискина | Светлана Кузнецова | 4 – 6, 6 – 4, 6 – 4 |
| 2003   | Анастасия Мискина | Елена Лиховцева    | 6 – 3, 6 – 1        |
| 2002   | Моника Селеш      | Тамарин Танасугарн | 7 – 66, 6 – 3       |
| 2001   | Мартина Хингис    | Сандрин Тестю      | 6 – 3, 6 – 2        |

### Двойки
| Година | Шампион                              | Финалисти                         | Резултат                  |
| ------ | ------------------------------------ | --------------------------------- | ------------------------- |
| 2011   | Квета Пешке Катарина Среботник       | Лизел Хубер Надя Петрова          | 7 – 5, 6 – 7(2), [10 – 8] |
| 2008   | Квета Пешке Рене Стъбс               | Кара Блек Лизел Хубер             | 6 – 1, 5 – 7, 10 – 7      |
| 2007   | Мартина Хингис Мария Кириленко       | Агнеш Саваи Владимира Ухлирова    | 6 – 1, 6 – 1              |
| 2006   | Даниела Хантухова Ай Сугияма         | Ли Тинг Тянтян Сун                | 6 – 4, 6 – 4              |
| 2005   | Франческа Скиавоне Алиша Молик       | Кара Блек Лизел Хубер             | 6 – 3, 6 – 4              |
| 2004   | Светлана Кузнецова Елена Лиховцева   | Жанет Хусарова Кончита Мартинес   | 7 – 6, 6 – 2              |
| 2003   | Джанет Лий Вийн Пракуся              | Мария Венто-Кабчи Анджелик Виджая | 6 – 1, 6 – 3              |
| 2002   | Жанет Хусарова Аранча Санчес-Викарио | Александра Фусаи Каролин Вис      | 6 – 3, 6 – 3              |
| 2001   | Сандрин Тестю Роберта Винчи          | Кристи Бугерт Мириам Ореанс       | 7 – 5, 7 – 6              |